# 17e régiment de tirailleurs algériens
Le 17e régiment de tirailleurs algériens était un régiment d'infanterie appartenant à l'Armée d'Afrique qui dépendait de l'armée de terre française.

## Création et différentes dénominations
- Formé en 1918 avec le 17e Régiment de Marche de Tirailleurs Algériens.
- En 1920 : 17e Régiment de Tirailleurs Algériens.
- En 1924 : 17e Régiment de Tirailleurs Nord Africains.
- En 1926 : 17e Régiment de Tirailleurs Algériens.
- En 1929 : Il est dissous.
- En 1939 : Il est reformé.
- En 1940 : Il est dissous.
- En 1954 : Il est reformé.
- En 1961 : Il est définitivement dissous.

## Historique des garnisons, campagnes et batailles du17eTirailleurs Algeriens

### Entre-deux-guerres
Il tient garnison au Levant de 1919 à 1921, puis au Maroc de 1925 à 1926.

Il est dissous en 1929.

### Seconde Guerre mondiale

#### 1939
Le régiment est reconstitué à Maison-Carrée et Tizi-Ouzou, avec 80 % de réservistes, lors de la mobilisation de septembre 1939 en Algérie. Il est tout d'abord envoyé en Tunisie puis dirigé sur la métropole avec la 87e D.I.A..

Il débarque en France en novembre 1939, et gagne le secteur fortifié de la Sarre en février 1940.

#### 1940
En mai, il fait mouvement vers l'Ailette. Le 5 juin, il y reçoit l'attaque allemande et malgré une résistance héroïque doit se replier le 7. Le régiment est ensuite engagé dans de durs combats qui ont marqué la défense de l'Aisne, puis la retraite vers la Seine et la Loire. Il est dissous à nouveau à l'armistice.

### après 1945 à nos jours
Le régiment est reformé sous le nom de 1er Bataillon du 17e Régiment de Tirailleurs Algériens de 1954 à sa dissolution en 1961, il tiendra garnison à Laghouat.

### Drapeau du régiment
Il porte, cousues en lettres d'or dans ses plis, les inscriptions suivantes :
- Maroc 1925-1926

## Décorations
Aucune citation au régiment

## Devise
Le don de Dieu.

## Personnalités ayant servi au régiment
- André Parant (1897-1941), résistant français, Compagnon de la Libération.

## Insigne du17eTirailleurs Algériens
Croissant blanc, portant la devise du régiment, fermé par une étoile chérifienne évoquant la présence de l'unité au Maroc. Au centre paysage d'Afrique du Nord. Sur le ciel le chiffre "17" en caractères stylisé.

## Sources et bibliographie
- Anthony Clayton, Histoire de l'Armée française en Afrique 1830-1962, Albin Michel, 1994
- Robert Huré, L'Armée d'Afrique: 1830-1962, Charles-Lavauzelle, 1977